# Марко Кнежевић (професор)
Марко С. Кнежевић (Нови Сад, 1984) доцент је Правног факултета Универзитета у Новом Саду.

## Биографија
Рођен је у Новом Саду 1984. године, где је завршио основну школу и гимназију. 
Правни факултет Универзитета у Новом Саду уписао је 2002. године.
До 2006. године играо је одбојку у ОК „Војводина“ са којим је сезоне 2005/2006. остварио запажене резултате на домаћим и међународним такмичењима.

## Образовање
Дипломирао је на Правном факултету Универзитета у Новом Саду 2006. године пре рока са високим просеком.
Дипломске академске студије (мастер) на истом факултету завршио је 2008. године, одбранивши рад „Привремене мере у праву интелектуалне својине". Докторске студије Приватно право на Правном факултету Универзитета у Новом Саду окончао је 03.02.2015. године одбраном докторске дисертације „Расправно начело у српском парничном поступку" (ментор проф. др Ранко Кеча).
Студијски боравци у иностранству: Универзитет Пасау, Немачка (2009) – стипендија Баварског високошколског центра за средњу, источну и јужну Европу (BAYHOST) ради усавршавања немачког језика; Макс Планк институт за страно и међународно приватно право у Хамбургу, Немачка (2010) – истраживачка стипендија института.
Говори енглески и немачки језик.

## Радна места
2006. године изабран је за сарадника у настави за предмет Грађанско процесно право. За асистента за предмет Грађанско процесно право изабран је 2008. године. У звање асистента са докторатом изабран је 2015. године. За доцента је изабран 2018. године.
Упоредо са радом на Правном факултету, од 2006. до 2008. године волонтирао је у Окружном суду у Новом Саду. Правосудни испит је положио са одликом 01.06.2009. године.

## Научни рад
Област интересовања: грађанско процесно право; арбитражно право.
Излагања на конференцијама: Die Belehrung der rechtsunkundigen Parteien im serbischen Zivilverfahren, Vortrag gehalten am 2. Österreichischen Assistententagung zum Zivil- und Zivilverfahrensrecht der Karl-Franzens-Universität Graz: Die Rechtsstellung von wirtschaftlich, sozial und gesellschaftlich benachteiligten Personen im europäischen, internationalen und nationalen Zivilverfahrensrecht (Graz, 24.9.2011).
Учествовао је и на пројектима Теоријски и практични проблеми стварања и примене права (ЕУ и Србија) и Правна традиција и нови правни изазови чији је носилац Правни факултет Универзитета у Новом Саду, те на пројекту Биомедицина, заштита животне средине и право чији је носилац Министарство науке Републике Србије.
Аутор је неколико књига и око 30 научних и стручних радова, објављених у домаћим и страним часописима.

## Изабрана библиографија

### Књиге
1. Кеча, Ранко; Кнежевић, Марко С. (2018). Грађанско процесно право. Службени гласник. ISBN 978-86-519-2257-5.
2. Кнежевић, Марко С. (2016). Расправно начело у српском парничном поступку. Службени гласник. ISBN 978-86-519-1982-7.
3. Кнежевић, Марко С. (2013). Стоматолог као сведок и вештак у судским поступцима, парнични поступак (поглавље у књизи Судска стоматологија, правни и медицински аспекти). Службени гласник. ISBN 978-86-519-1617-8.
4. Кнежевић, Марко С. (2008). Привремене мере у праву интелектуалне својине. необјављено.

### Научни радови
1. Кеча, Ранко; Кнежевић, Марко С. (2017). „Дозвољеност ревизије у парничном поступку због преиначујуће жалбене пресуде - последица уставне гаранције права на правно средство или само правнополитичко питање?” (PDF). Зборник радова Правног факултета у Новом Саду. LI br. 4: 1251—1284. Архивирано из оригинала (PDF) 05. 12. 2021. г. Приступљено 29. 10. 2018.
2. Кеча, Ранко; Кнежевић, Марко С. (2016). „Отуђење спорног права или ствари у српском парничном поступку: ка мешовитој теорији (и)релеванције” (PDF). Зборник радова Правног факултета у Новом Саду. L br. 4: 1351—1371. Архивирано из оригинала (PDF) 09. 12. 2021. г. Приступљено 29. 10. 2018.
3. Кнежевић, Марко С. (2015). „Поводом враћања казне затвора као средства извршења личних приватноправних захтева: анахроно неуставно решење и системска грешка или корак напред у заштити права? : уједно прилог домаћој цивилистикој догматици и расправи поводом Нацрта Грађанског законика” (PDF). Зборник радова Правног факултета у Новом Саду. XLIX br. 4: 1887—1909. Архивирано из оригинала (PDF) 08. 12. 2021. г. Приступљено 29. 10. 2018.
4. Кеча, Ранко; Кнежевић, Марко С. (2015). „Парициони рок у српском парничном поступку” (PDF). Зборник радова Правног факултета у Новом Саду. XLIX br. 1: 49—73. Архивирано из оригинала (PDF) 03. 12. 2021. г. Приступљено 29. 10. 2018.
5. Кнежевић, Марко С. (2014). „Круг опозиционих разлога у приговору против решења о извршењу на основу извршне исправе” (PDF). Зборник радова Правног факултета у Новом Саду. XLVIII br. 4: 329—357. Архивирано из оригинала (PDF) 09. 12. 2021. г. Приступљено 29. 10. 2018.
6. Pajtić, Bojan; Radovanović, Sanja; Knežević, Marko S. (2014). „Prerequisites for the Existence of Statutary Duty To Provide Child Support to Adult Children In Regular Education Under Serbian Law”. Zbornik Matice srpske za društvene nauke. br. 148: 747—759.
7. Кнежевић, Марко С. (2013). „Терет доказивања недозвољености имисија као претпоставке негаторног захтева” (PDF). Зборник радова Правног факултета у Новом Саду. XLVII br. 4: 353—374. Архивирано из оригинала (PDF) 04. 12. 2021. г. Приступљено 29. 10. 2018.
8. Кнежевић, Марко С. (2013). „Умешач са положајем обичног супарничара: коментар одлуке Врховног касационог суда о „умешачу са положајем обичног супарничара“”. Гласник Адвокатске коморе Војводине. 73 br. 11: 616—626.
9. Кнежевић, Марко С. (2012). „О жалби против пресуде у поступку у спору мале вредности” (PDF). Зборник радова Правног факултета у Новом Саду. XLVI br. 4: 385—402. Архивирано из оригинала (PDF) 29. 11. 2021. г. Приступљено 29. 10. 2018.
10. Knežević, Marko S. (2012). „Zur Berufung gegen Urteil im serbischen Bagatellverfahren”. Europäische und Internationale Dimensionen des Rechts: Festschrift für Daphne-Ariane Simotta: 311—323.
11. Bodiroga, Nikola; Knežević, Marko S. (2011). „Anerkennung ausländischer Insolvenzverfahren (EU und Serbien)”. Grenzüberschreitende Insolvenzen im europäischen Binnenmarkt – die EuInsVO: 169—190.
12. Кнежевић, Марко С. (2011). „О новом уређењу вољног заступања у парничном поступку” (PDF). Зборник радова Правног факултета у Новом Саду. XLV br. 3: 681—697. Архивирано из оригинала (PDF) 08. 12. 2021. г. Приступљено 29. 10. 2018.
13. Кнежевић, Марко С. (2010). „О проблему благовремености приговора месне и залечиве стварне ненадлежности у парничном поступку”. Зборник радова Правног факултета у Новом Саду. XLIV br. 3: 501—520.
14. Кнежевић, Марко С. (2009). „Уговор о чињеничном стању закључен у поступку посредовања”. Зборник радова Правног факултета у Новом Саду. XLIII br. 2: 499—517.
15. Кнежевић, Марко С. (2008). „О појму и значају арбитрабилности”. Зборник радова Правног факултета у Новом Саду. XLII br. 1-2: 873—892.
16. Кнежевић, Марко С. (2008). „О привременим мерама арбитражног суда”. Гласник Адвокатске коморе Војводине. 68 br.: 271—283.
17. Кнежевић, Марко С. (2007). „Улога посредника у закључењу споразума у поступку посредовања”. Зборник радова Правног факултета у Новом Саду. XLI br. 3: 513—525.
18. Кнежевић, Марко С. (2007). „Уредба број 805/2004 о установљењу европске извршне исправе за неоспорене захтеве”. Европски правник. br. 2: 33—42.